# David IX av Georgien
David IX av Georgien, död 1360, var en georgisk monark. Han var kung i kungariket Georgien mellan 1346 och 1360.